# Ermida de Nosso Senhor Jesus dos Aflitos

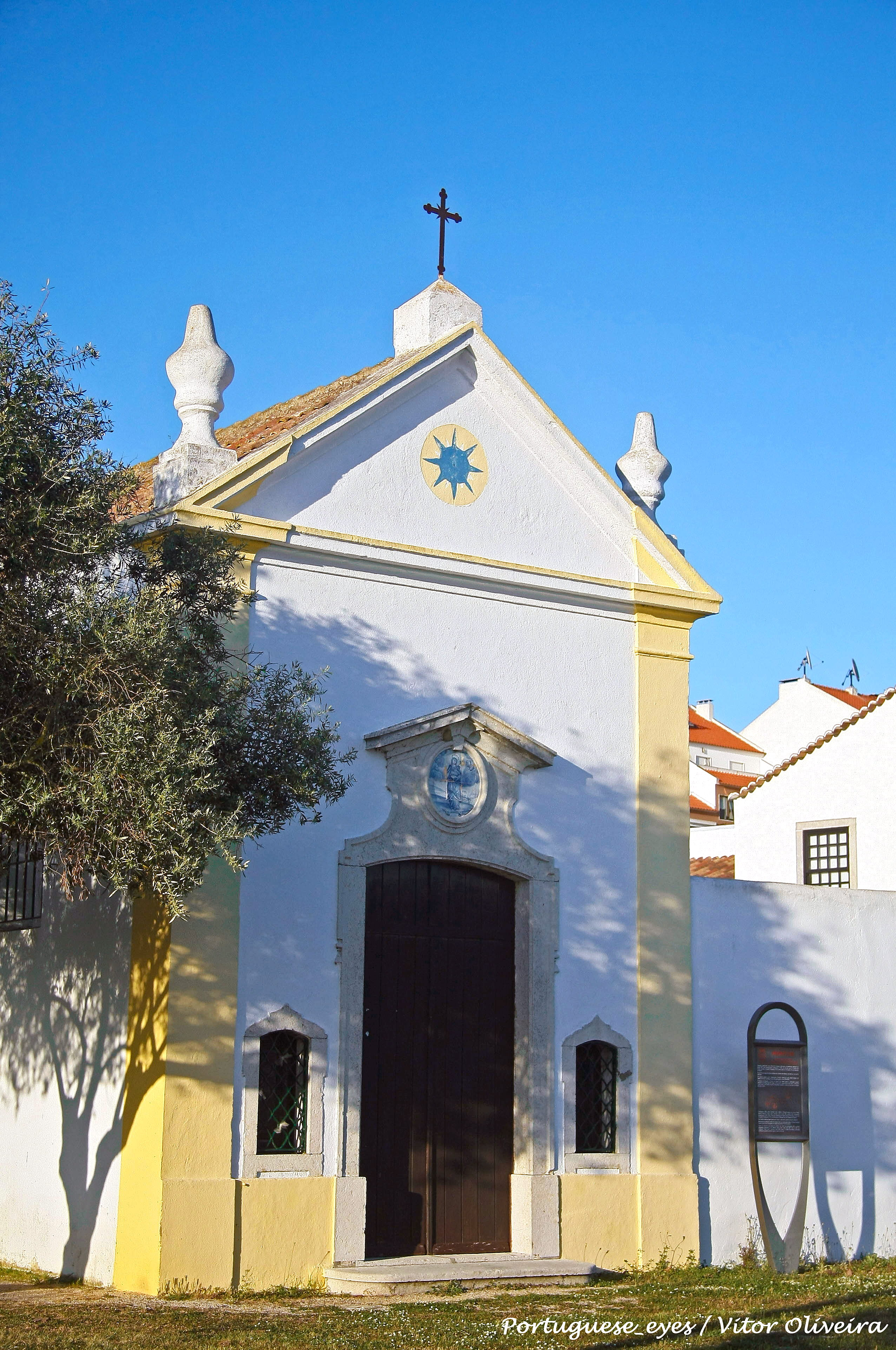
Fachada da Ermida de Nosso Senhor Jesus dos Aflitos no Montijo.

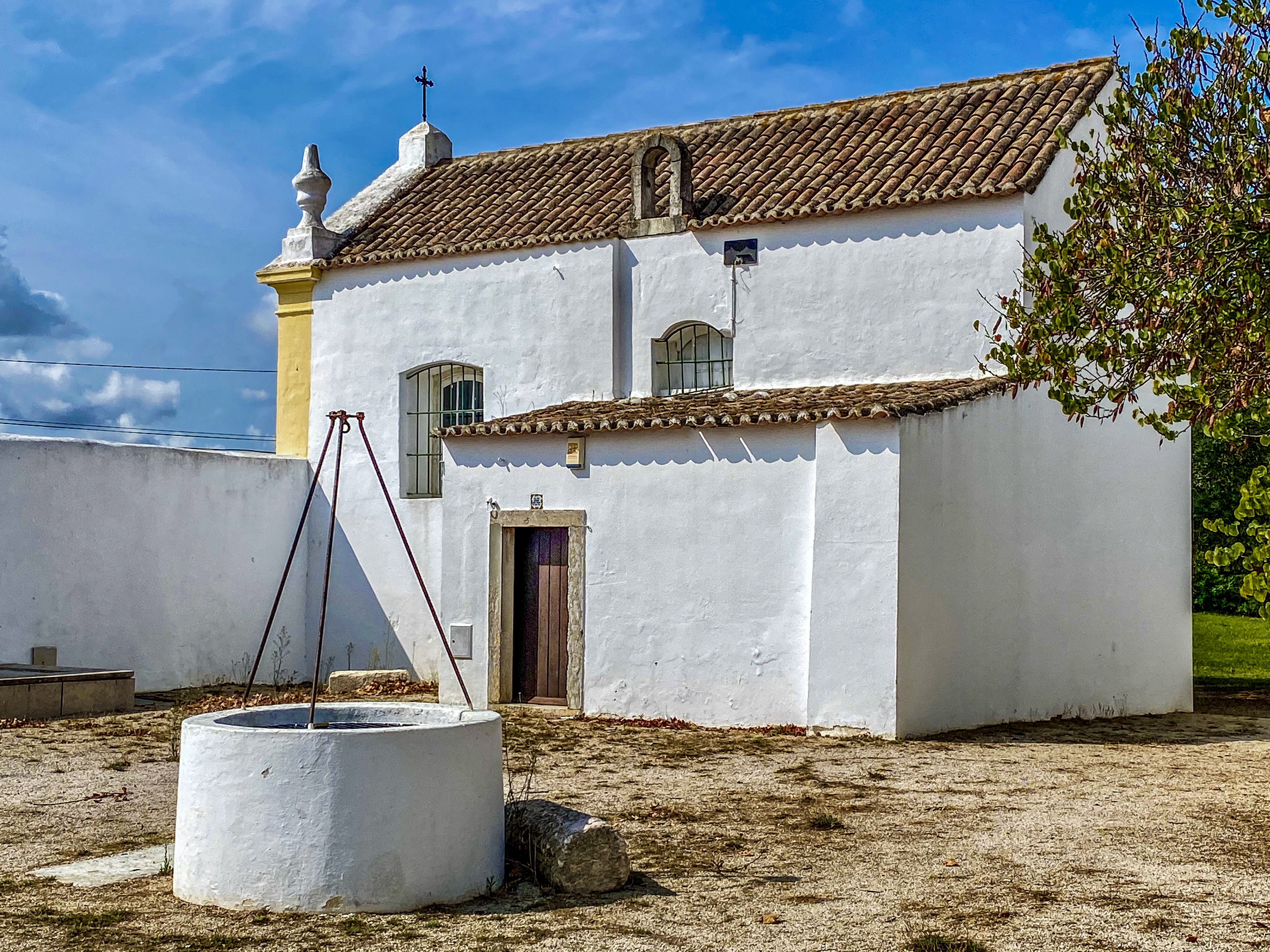
Vista lateral da Ermida de Nosso Senhor Jesus dos Aflitos no Montijo.

A Ermida de Nosso Senhor Jesus dos Aflitos é uma capela católica integrada na Quinta do Saldanha, na atual freguesia de Montijo e Afonsoeiro, no Município de Montijo, em Portugal.
Construída no século XVIII, outrora pertenceu ao Morgado de Luís Saldanha da Gama.
Localiza-se junto a um lago bem sombreado e com uma fonte ao meio. Destaca-se a porta em madeira policromada do século XVII. Tem os altares laterais de São João Batista e São José. Possui dois púlpitos e o coro em forma circular. No altar-mor, a tribuna é encimada por um oratório de madeira (construído em 1870) com a imagem do Senhor Jesus dos Aflitos (uma representação de Cristo em marfim, arte indo-portuguesa do século XVII/XVIII, levada da Capelinha para a Igreja em 1828). Na ampla sacristia, pode ver-se uma pintura sobre a morte de Nossa Senhora, a apresentação do Menino Jesus no Templo e ainda a circuncisão do Divino Menino. Numa outra cómoda encontramos muitos retratos com legendas e as paredes cheias de quadros com desenhos alusivos a milagres, que fazem dela um repositório de agradecimentos como estes:
Milagre que fez o Senhor
dos Aflitos a Maria Catharina
Mulher de Manuel da Costa
no termo de Portalegre 40 dias
Colhida de dores vendo-se aflita
pediu ao Senhor Lhe desse
saúde - 1740
Todos os anos, em Maio, milhares de devotos mantêm a romaria que ocorre desde o século XVIII. A igreja tem por guia uma Irmandade de Portalegre, herdeiros de muitas gerações de Portalegrenses.